# Henrik Malberg
Henrik Malberg (4 de diciembre de 1873 – 28 de septiembre de 1958) fue un actor teatral y cinematográfico de nacionalidad danesa, conocido por interpretar, a los 80 años de edad, al estoico y autoritario granjero en el film de Carl Theodor Dreyer La Palabra.

## Biografía
Su nombre completo era Henrik Martin Marinus Malberg, y nació en Aarhus, Dinamarca, siendo sus padres Peter Broch Malberg y Catrine Marie Schebye. Su hermano, Peter Malberg, fue también actor. 
Aunque se formó como mecánico, Malberg debutó como actor teatral en el Århus Teater en 1896, trabajando varios años con una compañía itinerante. Sin embargo, entre 1902 y 1905 actuó en el Teatro Aarhus. Se encontraba interpretando el papel de Arv en Masquerade, cuando fue descubierto por el actor danés Olaf Poulsen, que lo llevó a Copenhague. En los siguientes cinco años Malberg fue el actor principal del Dagmarteatret de esa ciudad. En 1910 dirigió una compañía teatral itinerante, volviendo después al Dagmarteatret (1912–1914) y al Teatro Alexander Theater entre 1914 y 1917. En sus últimos años fue empleado por el Teatro Real de Copenhague.
Malberg debutó en el cine en 1910 con el film mudo Dorian Grays Portræt. En la época muda trabajo en diferentes producciones bajo las órdenes de directores como George Schnéevoigt, Emanuel Gregers, Holger-Madsen y Lau Lauritzen Sr. En 1930 interpretó al personaje principal en la primera película sonora danesa, Præsten i Vejlby. Hombre de elevada estatura y fuerte voz, Malberg era sobre todo un actor teatral, por lo que sus actuaciones para la pantalla son descritas como imponentes y teatrales.
Sin embargo, no fue hasta los 80 años de edad cuando Malberg interpretó su personaje más recordado—el granjero Morten Borgen en el clásico de Carl Theodor Dreyer La Palabra. Malberg afirmaba que Dreyer le enseñó el arte de la actuación cinematográfica. A lo largo de su prolongada carrera, Malberg actuó en 21 filmes, escribiendo también dos obras teatrales en colaboración: Bolettes Brudefærd (con Orla Bock) y Gamle Postgaard (con Axel Frische). Malberg también actuó en 1938 en la adaptación a la pantalla de su pieza Bolettes Brudefærd, en la cual trabajaban su hermano Peter y Bodil Ipsen. 
Posteriormente, Malberg viajó por Dinamarca enseñando y actuando para escuelas infantiles. A los 84 años visitó 55 escuelas del área de Copenhague y una docena en Jutlandia, dando en cada una de ellas actuaciones de dos horas. Malberg fue miembro honorario del Sindicato de Actores de Dinamarca, con el que colaboró durante 36 años, recibió la medalla Ingenio et arti en 1950, y el premio honorario de la Asociación de Actores de Dinamarca.
Henrik Malberg falleció en 1958 en Copenhague, Dinamarca, dos meses antes de cumplir los 85 años de edad, a causa de una caída de una escalera. Fue enterrado en el Cementerio de Vestre, en Copenhague. Se había casado con Anna Augusta Hansenmeyer el 11 de mayo de 1906. 

## Filmografía
- 1955 : La Palabra, de Carl Th. Dreyer
- 1942 : Med forenede kræfter
- 1938 : Bolettes brudefærd
- 1938 : Kongen bød
- 1937 : Kloge Mand, Den
- 1936 : Sol over Danmark
- 1933 :  Kobberbryllup
- 1932 : Paustians Uhr
- 1931 : Præsten i Vejlby
- 1930 : Hr. Tell og søn
- 1929 : Højt paa en kvist
- 1925 : Grønkøbings glade gavtyve
- 1924 : Der Mann um Mitternacht
- 1921 : Det Største i Verden , de Holger-Madsen
- 1920 : Gudernes yndling
- 1919 : Krigsmillionæren , de Emanuel Gregers
- 1916 : Udenfor loven
- 1914 : Tre indvendige Jomfruer
- 1914 : Lejla
- 1913 : Lille Klaus og store Klaus
- 1910 : Dorian Grays Portræt